# Луцій Емілій Мамерцін
Луцій Емілій Мамерцін (IV століття до н. е.) — політичний та військовий діяч Римської республіки, інтеррекс 355 року до н. е., начальник кінноти 352 року до н. е.

## Життєпис
Походив з патриціанського роду Еміліїв. Син Луція Емілія Мамерціна, консула 366 року до н. е. Про його життя відомо замало. 
У 353 році до н. е. був інтеррексом для обрання нових магістратів. У 352 році до н. е. був начальником кінноти при диктаторі Гаї Юлії Юлу. Воював з етрусками.